# Lupeni
Lupeni – miasto w Rumunii (Okręg Hunedoara). Liczy 30 tys. mieszkańców (2005).
Miasto położone jest w dolinie rzeki Jiu, w regionie ściśle związanym od II poł. XIX wieku z wydobyciem węgla. Na jego terenie funkcjonuje kopalnia węgla kamiennego Lupeni. W przeszłości w Lupeni istniały również inne kopalnie, jednak zostały one pod koniec XX wieku zlikwidowane. W mieście rozwinął się również przemysł chemiczny oraz drzewny.
W kopalniach Lupeni dwukrotnie miały miejsce wielkie strajki górników - w 1929 r. oraz w 1977 r.
Po II wojnie światowej około 600 Polaków zostało repatriowanych z Lupeni do Kędzierzyna.

## Miasta partnerskie
- Lengyeltóti